# 荺門嶺戰鬥
荺門嶺戰鬥發生於1934年4月18日－21日，地點則是在中國粵贛邊區（今会昌县境内）。是國共內戰前期主要戰鬥之一。該戰鬥交戰一方為中華民國國民革命軍，另一方則為中國共產黨所領導之中國工農紅軍。